# Sebej
Sebej (en russe : Себеж) est une ville de l’oblast de Pskov, en Russie, et le centre administratif du raïon de Sebej. Sa population s'élevait à 5 660 habitants en 2014.

## Géographie
Sebej est située dans un cadre pittoresque, entre les lacs Sebejskoïe et Orono, à quelque 189 km au sud de Pskov.

## Histoire
Sebej a été mentionnée pour la première fois en 1414, lors du sac de la ville par le Lituanien Vytautas. En 1535, le prince Ivan Chouisky construisit une forteresse en bois. Au XVIe siècle, la forteresse défendait l'ouest de la Moscovie. Les Polonais la prirent pendant la première guerre de Livonie et la conservèrent jusqu'au premier partage de la Pologne, en 1772. Les fortifications de Sebej, maintenant démantelées, furent renforcées à l'instigation de Pierre le Grand, durant la Grande guerre du Nord. La colline du château est toujours dominée par l'église catholique, construite en 1625-1648, et reconsacrée comme église orthodoxe russe en 1989.
Pendant la Seconde Guerre mondiale, Sebej fut occupée par l'Allemagne nazie du 9 juillet 1941 au 7 juillet 1944. Elle est prise par le deuxième front de la Baltique de l'Armée rouge, au cours de l'opération Rezekne-Dvinsk.
D'après le recensement de 1939, la communauté juive de la ville s'élevait à 845 membres. Dans le cadre de la Shoah par balles, les Allemands enferment les Juifs dans un ghetto en septembre 1941 puis les assassinent en mars 1942. Plus d'une centaine seront exécutés par des policiers russes collaborateurs.

## Population
Recensements (*) ou estimations de la population
| 1897* | 1926* | 1939* | 1959* | 1970*  | 1979*  |
| ----- | ----- | ----- | ----- | ------ | ------ |
| 4 326 | 5 543 | 6 000 | 7 285 | 10 270 | 10 783 |

| 1989* | 2002* | 2010* | 2012  | 2013  | 2014  |
| ----- | ----- | ----- | ----- | ----- | ----- |
| 9 497 | 7 138 | 6 375 | 6 100 | 5 869 | 5 660 |